# Antonio de la Torre (aktor)
Antonio de la Torre (ur. 18 stycznia 1968 w Maladze) – hiszpański aktor filmowy i telewizyjny. 

## Życiorys
Po uzyskaniu licencjatu z dziennikarstwa w Sewilli pracował jako reporter sportowy dla andaluzyjskiej stacji radiowej i telewizyjnej Canal Sur. Lekcje aktorstwa pobierał w Madrycie, m.in. w szkole Cristiny Roty. Karierę aktorską rozpoczął w 1993 od ról w serialach telewizyjnych.
Stał się jednym z najbardziej rozchwytywanych hiszpańskich aktorów pierwszych dwóch dekad XXI w. Jest rekordzistą pod względem zdobytych nominacji aktorskich do nagród Goya - w przeciągu 13 lat był nominowany aż czternastokrotnie. Statuetkę zdobył dwukrotnie: za rolę drugoplanową w filmie GranatowyPrawieCzarny (2006) oraz za rolę pierwszoplanową w thrillerze Królestwo (2018).
W swojej filmografii ma na koncie role w takich filmach jak m.in. Dzień bestii (1995), Kamienica w Madrycie (2000), Moimi oczami (2003), Siódmy dzień (2004), Volver (2006), Che. Boliwia (2008), Grubasy (2009), Hiszpański cyrk (2010), Przelotni kochankowie (2013), Wielka hiszpańska rodzina (2013), Stare grzechy mają długie cienie (2014), Za późno na gniew (2016), Niech Bóg nam wybaczy (2016), Autor (2017), Noc przez dwanaście lat (2018) czy Wieczny okop (2019).